# San Costantino Albanese
San Costantino Albanese  (albanès Shën Kostandini ) és un municipi italià, dins de la província de Potenza. L'any 2006 tenia 852 habitants. És un dels municipis on viu la comunitat Arbëreshë. Limita amb els municipis de Chiaromonte, Francavilla in Sinni, Noepoli, San Paolo Albanese i Terranova di Pollino.

## Administració
| Període | Identitat          | Partit        |
| ------- | ------------------ | ------------- |
| 2006-   | Giuseppe Cantisani | Llista cívica |